# Barrio Tres Olivos
Barrio Tres Olivos es una localidad argentina ubicada en el distrito Ingeniero Gustavo André del Departamento Lavalle, provincia de Mendoza. Se encuentra 2 km al este de la Ruta Nacional 142, 2 km al oeste del río Mendoza y 2 km al sur de la cabecera distrital. El barrio fue edificado en 1996, en 2009 contaba con un total de 20 lotes, de los cuales 18 estaban edificados.
En 2001 fue denominado por el INDEC Barrio Los Olivos.
En 2009 había un total de 42 lotes en el barrio de los cuales 19 estaban edificados. Fue edificado en 1996. Cuenta con una escuela.